# Grandin (Dakota del Nord)
Grandin è un centro abitato (city) degli Stati Uniti d'America, situato fra la Contea di Cass e la Contea di Traill nello Stato del Dakota del Nord. Nel censimento del 2000 la popolazione era di 181 abitanti. La città è stata fondata nel 1881. Vi è nato il pittore Clyfford Still.

## Geografia fisica
Secondo i rilevamenti dell'United States Census Bureau, la località di Grandin si estende su una superficie di 0,40 km², tutti occupati da terre.

## Popolazione
Secondo il censimento del 2000, a Grandin vivevano 181 persone, ed erano presenti 56 gruppi familiari. La densità di popolazione era di 419 ab./km². Nel territorio comunale si trovavano 80 unità edificate. Per quanto riguarda la composizione etnica degli abitanti, il 98,90% era bianco, lo 0,55% era nativo e lo 0,55% apparteneva a due o più razze. La popolazione di ogni razza ispanica corrispondeva all'1,10% degli abitanti.
Per quanto riguarda la suddivisione della popolazione in fasce d'età, il 27,1% era al di sotto dei 18, il 5,5% fra i 18 e i 24, il 30,4% fra i 25 e i 44, il 22,1% fra i 45 e i 64, mentre infine il 14,9% era al di sopra dei 65 anni di età. L'età media della popolazione era di 38 anni. Per ogni 100 donne residenti vivevano 98,9 maschi.